# Expresso Pai da Aviação

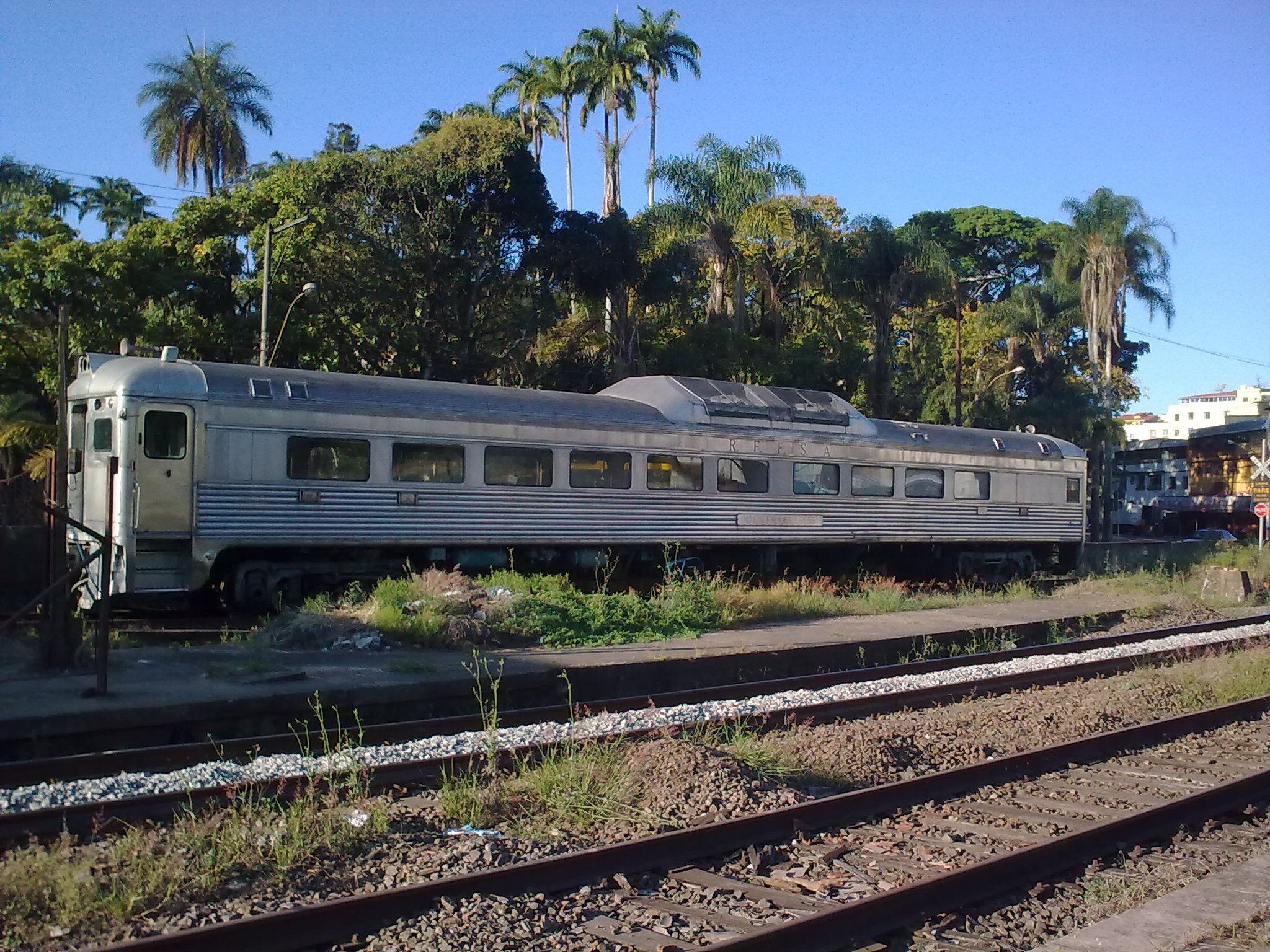
Automotriz Budd RDC-1 (rail diesel car-1), estacionada na estação Mariano Procópio

Expresso Pai da Aviação , é um projeto elaborado em 2006 pela OSCIP Movimento Nacional Amigos do Trem, com o objetivo de reativar o trem de  passageiros na região da Zona da Mata Mineira e Campos das Vertentes, com finalidade turística. 
O projeto faz parte de um programa do Governo Federal, chamado plano de revitalização das Ferrovias, que busca resgatar o transporte ferroviário de passageiros.

## Implantação

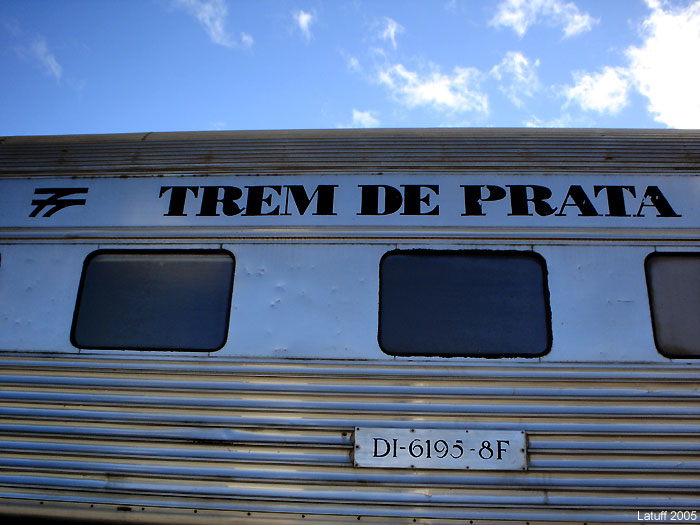
Trem de Prata abandonado em Juiz de Fora-MG

Para implantação do projeto foram cedidos à  OSCIP Movimento Nacional Amigos do Trem no dia 14 de maio de 2009 pelo DNIT, seis vagões de passageiros do antigo Trem de Prata, sendo que quatro serão usados com poltronas e dois serão usados como restaurantes, quatro locomotivas diesel-elétricas e duas automotrizes Budd, que serão usadas em projetos especiais do expresso. A composição poderá transportar até 320 pessoas. A previsão é que a viagem será sempre aos sábados e domingos, às 9h.

## Trajeto planejado
O trem partirá de Matias Barbosa, com destino a Barbacena, passando por Juiz de Fora, Ewbank da Câmara e Santos Dumont. A distância aproximada que o trem percorrerá de Matias Barbosa a Barbacena é de aproximadamente 125 quilômetros.